# Phyllomedusa sauvagii
Phyllomedusa sauvagii is een kikker uit de familie Phyllomedusidae. De soort werd lange tijd tot de familie boomkikkers (Hylidae) gerekend en werd voor het eerst wetenschappelijk beschreven door George Albert Boulenger in 1882. De soortaanduiding sauvagii is een eerbetoon aan de Franse zoöloog Henri Émile Sauvage (1842 - 1917).

## Uiterlijke kenmerken
De kikker is met zijn karakteristieke vorm en kleur niet moeilijk te onderscheiden. Vooral de stompe, ronde kop met grote bek lijkt meer op die van een hagedis dan een kikkerkop. Dit wordt deels veroorzaakt door de grote gifklieren achter de ogen. De kleur is groen, over de onderlip loopt een witte streep die als dunne maar duidelijk zichtbare flankstreep eindigt onder de achterpoten. De buikzijde is donker met witte, streep-achtige vlekken. De ogen zijn wit van kleur maar zwart omzoomd en steken af; de pupil is verticaal. In tegenstelling tot andere Phyllomedusa- soorten heeft deze soort geen felle schrikkleuren aan de binnenzijde van de dijen.

## Algemeen
Phyllomedusa sauvagii komt voor in delen van tropisch Zuid-Amerika. De soort komt voor in bossen in Argentinië, Bolivia, Brazilië en Paraguay, in de vlakte die Gran Chaco wordt genoemd. Het is een boombewoner die alleen 's nachts omlaag klimt om te jagen op kleine ongewervelden. De habitat bestaat uit drogere streken, maar altijd bij water in de buurt, de kikker is te vinden in de bomen en struiken aan de oever. In tegenstelling tot veel andere kikkers wordt een hoge luchtvochtigheid niet gewaardeerd. Phyllomedusa sauvagii is goed aangepast op droge omgevingen, de huid scheidt een was-achtige substantie af die het vochtverlies uit de huid sterk reduceert.

## Voortplanting
De eitjes worden afgezet in een nest dat gemaakt wordt door bladeren in elkaar te vouwen zodat deze de gelatineuze eiermassa bijeen houdt. Het nest hangt boven oppervlaktewater en als de kikkervisjes uitkomen laten ze zich omlaag vallen waarna ze zich verder in het water ontwikkelen tot kleine kikkertjes.